# Филип Крстев
Филип Јаворов Крстев (буг. Филип Яворов Кръстев, Софија, 15. октобар 2001) је бугарски фудбалер који тренутно наступа за Зволе. Игра на позицији везног играча.

## Успеси
Славија Софија
- Суперкуп Бугарске: (Финале: 2018)[2]

 Троа
- Друга лига Француске  (1) : 2020/21.[3]

 Левски Софија
- Куп Бугарске (1) : 2021/2022.[4]
- Суперкуп Бугарске: (финаале: 2022)[5]

 Лос Анђелес
- Кампеонес куп: (финале: 2023)[6]